# 澳門巴士N6路線
澳門巴士N6路線是由澳巴經營，往返澳門大學和科技大學的夜間巴士路線。

## 簡介及歷史
- 2016年4月20日，本線開設，為澳大新校區第一條夜間路線，由澳巴營運，服務時間為00:00-06:00，班距20分鐘，較原來澳大自行開設的夜間穿梭巴士頻密一倍。[1]

- 2017年5月1日，因客量偏低，本線改用小巴行駛。

- 2018年7月21日，新增停靠「運動場／賽馬會」站。

- 2019年3月9日，為明確站點位置，「亞利雅架前地／泉悅」站改名為「信虹花園」。

- 2019年3月16日起，配合土地工務運輸局建造行人天橋工程的推進，期間暫不停靠「運動場／賽馬會」站。

- 2019年7月27日起，“運動場圓形地”改名為“運動場／體育中心”。

- 2019年10月22日，本線班距由現時20分鐘，改為25-35分鐘。[2]

- 2019年11月23日，恢復停靠“運動場／賽馬會”站。

- 2020年1月29日起，配合COVID-19防控工作，暫不往返澳門大學校區，總站臨時改設於蝴蝶谷大馬路總站。另外，本線於蓮花海濱大馬路近澳大河隧增設“澳大河隧／高爾夫俱樂部”和“澳大河隧／西堤馬路”臨時站。[3]

- 2020年3月2日，本線恢復原線行駛。[4]

- 2021年1月1日起，為配合新巴士合同，本線更新目的地資訊，由「氹仔」更名為「科技大學」。

- 2022年2月17日至2023年6月9日，因應進行澳門大學新校區連接橫琴口岸通道橋工程動工，澳門大學總站暫停使用。本線臨時起點站為“澳大／行政樓”，臨時終點站為“澳大／綜合體育館”。[5]

- 2022年7月11日至17日，本線改以特別巴士專線方式營運，僅供特許人士乘搭。[6][7]

- 2022年7月18日至22日，因宣佈延長“相對靜止管理”措施，本線維持上述措施。[8]

- 2023年9月26日起，配合橫琴口岸二期出入境車道試運行，及澳大連接橫琴通道橋同步開通，本線擴大服務範圍至橫琴口岸，新增停靠“橫琴澳方口岸”、“蓮花路／新濠影匯”、“連貫公路／新濠影匯”、“路氹城馬路／新濠影匯”、“路氹城馬路／巴黎人”、“蓮花圓形地”站，取消停靠“海濱圓形地／西堤馬路”、“海濱圓形地／生態保護區”站。[9]

## 本線特色
- 本線和701X路線為唯二途經澳門大學連接橫琴口岸通道橋的路線，也是唯一一條使用此橋的夜間路線。

## 使用車輛
2016年4月20日起：
- 五洲龍FDG6101G

2016年4月23日起：
- 五洲龍FDG6951G

2017年5月1日起：
- 五洲龍FDG6751G

2022年6月29日：
- 五洲龍FDG6751G
- 中通LCK6759SHEVG

2022年6月30日起：
- 中通LCK6759SHEVG

2022年7月5日起：
- 三菱Rosa
- 中通LCK6759SHEVG

2024年1月21日起：
- 中通LCK6980SHEVG

## 電牌
| 往澳大方向            | 往澳大方向   | 往澳大方向 |
| 日期                  | 頭牌         | 圖例       |
| --------------------- | ------------ | ---------- |
| 2020年1月29日前       | 澳門大學     |            |
| 2020年3月2日起        | 澳門大學     |            |
| 2020年1月29日至3月1日 | 蝴蝶谷大馬路 |            |
| 往氹仔方向            |              |            |
| 日期                  | 頭牌         | 圖例       |
| 2021年1月1日前        | 氹仔         |            |
| 2021年1月1日後        | 科技大學     |            |

## 路線資料

### 收費
| 收費類別     | 收費類別                      | 收費類別             | 費用 |
| ------------ | ----------------------------- | -------------------- | ---- |
| 現金         | 現金                          | 現金                 | $6.0 |
| 境外支付工具 | 支付寶（內地及香港）          | 支付寶（內地及香港） | $6.0 |
| 境外支付工具 | 雲閃付 非綁定澳門銀聯卡       |                      | $6.0 |
| 境外支付工具 | 微信支付（內地及香港）        |                      | $6.0 |
| 境外支付工具 | 交通聯合 非澳門發行的全國通卡 |                      | $6.0 |
| 境內支付工具 | 澳門通                        | 全民卡               | $3.0 |
| 境內支付工具 | 澳門通                        | 學生卡               | $1.5 |
| 境內支付工具 | 澳門通                        | 長者卡               | 免費 |
| 境內支付工具 | 澳門通                        | 殘疾卡               | 免費 |
| 境內支付工具 | 聚易用＋                      | 聚易用＋             | $3.0 |

### 服務時間及班距
| 服務時間                      | 每天        |
| ----------------------------- | ----------- |
| 澳門大學總站                  | 00:00-06:00 |
| 班距                          | 25-35分鐘   |
| 懸掛8號風球後30分鐘開出尾班車 |             |

### 路線停站
| N6   | 澳門大學 ↺ 科技大學 | 澳門大學 ↺ 科技大學    | 澳門大學 ↺ 科技大學 |
| 序號 | 循環線              | 循環線                 | 循環線              |
| 序號 | 站號                | 站名                   | 輕軌站／出入境口岸  |
| 1    | T550/4              | 澳門大學總站           |                     |
| 2    | T556                | 澳大／行政樓           |                     |
| 3    | T557                | 大學北                 |                     |
| 4    | T558                | 大學大馬路             |                     |
| 5    | T551/2              | 澳大／研究生宿舍       |                     |
| 6    | T560/5              | 橫琴澳方口岸           | 橫琴站 橫琴口岸     |
| 7    | T372                | 蓮花路／新濠影匯       | 蓮花站              |
| 8    | T360                | 連貫公路／新濠影匯     |                     |
| 9    | T378                | 路氹城馬路／新濠影匯   |                     |
| 10   | T423                | 蓮花海濱大馬路／百老匯 |                     |
| 11   | T421                | 皇庭海景酒店           |                     |
| 12   | T361                | 運動場／賽馬會         | 運動場站            |
| 13   | T369                | 基馬拉斯／氹仔中央公園 |                     |
| 14   | T309                | 泉亮花園               |                     |
| 15   | T313                | 氹仔茵景園             |                     |
| 16   | T315                | 氹仔CEM貨倉            |                     |
| 17   | T391                | 霍英東馬路／科技大學   |                     |
| 18   | T358                | 偉龍／科大醫院         |                     |
| 19   | T373/1              | 偉龍／科技大學         |                     |
| 20   | T306/2              | 氹仔嘉樂庇馬路         |                     |
| 21   | T314/1              | 信虹花園               |                     |
| 22   | T311/2              | 百利寶花園             |                     |
| 23   | T370                | 基馬拉斯／濠珀         |                     |
| 24   | T347                | 運動場／體育中心       | 運動場站            |
| 25   | T420                | 蓮花海濱大馬路／銀河-1 |                     |
| 26   | T422                | 蓮花海濱大馬路／銀河-2 |                     |
| 27   | T377                | 路氹城馬路／巴黎人     |                     |
| 28   | T359                | 蓮花圓形地             |                     |
| 29   | T355                | 蓮花路停車場           | 蓮花站              |
| 30   | T560/7              | 橫琴澳方口岸           | 橫琴站 橫琴口岸     |
| 31   | T559                | 大學南                 |                     |
| 32   | T552                | 澳大／中央教學樓       |                     |
| 33   | T553                | 澳大／大學展館         |                     |
| 34   | T554                | 澳大／大學會堂         |                     |
| 35   | T555/2              | 澳大／綜合體育館       |                     |
| 36   | T550/4              | 澳門大學總站           |                     |

## 客量
- 根據2020年公報，本線在2019年共開出6,033班次，共接載55,503人次，平均每班接載9.2人次。

## 圖片集

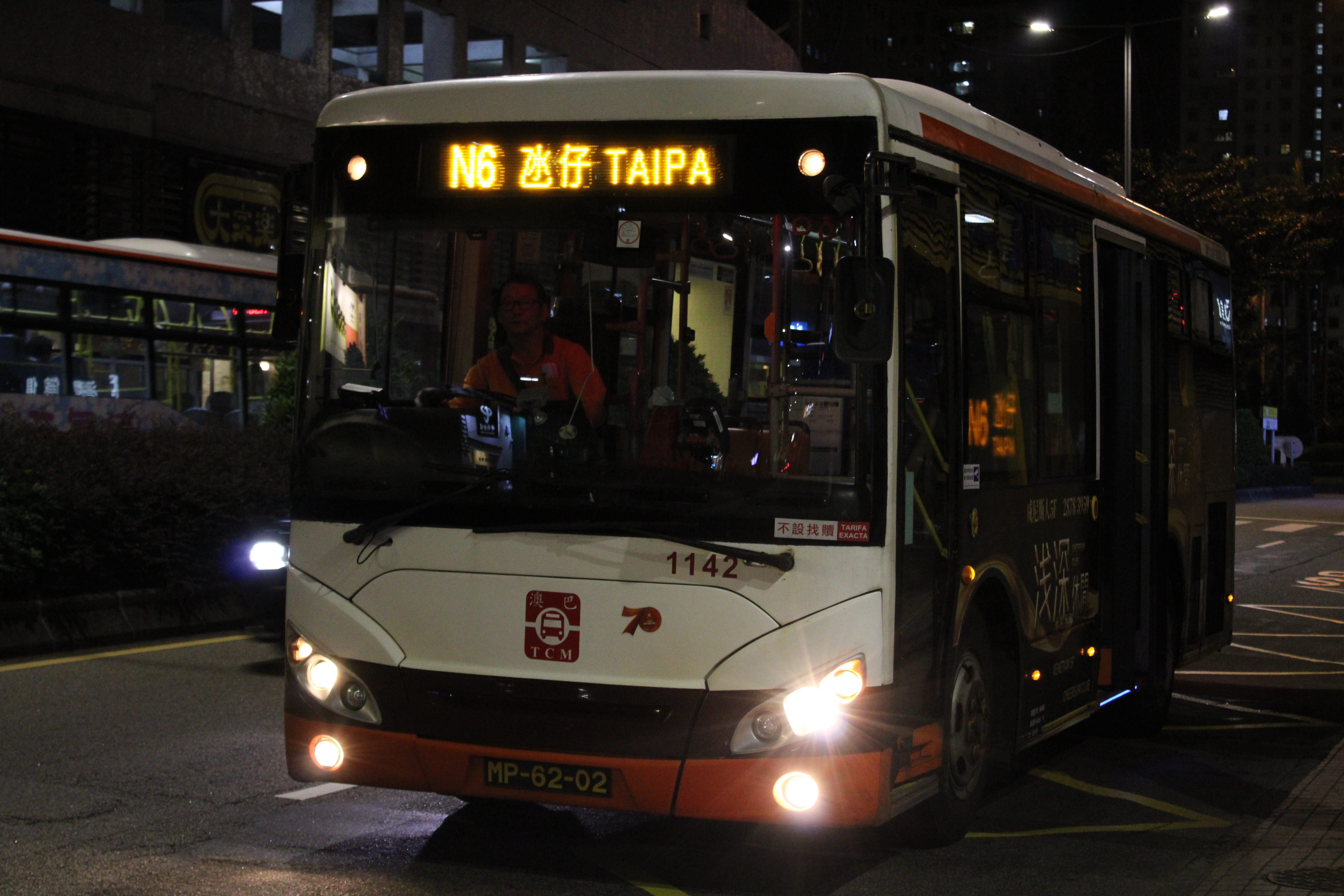
五洲龍FDG6751G
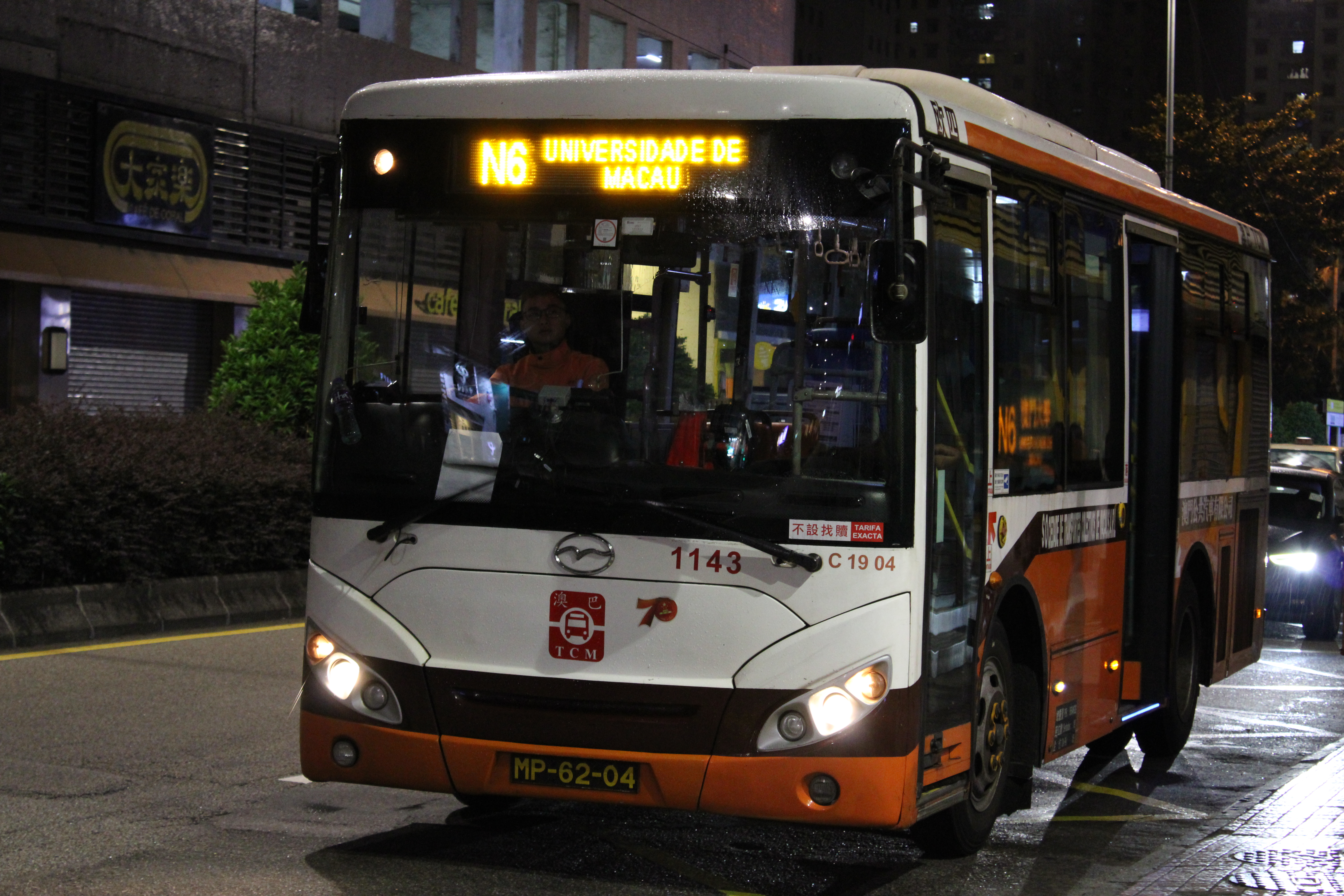
五洲龍FDG6751G
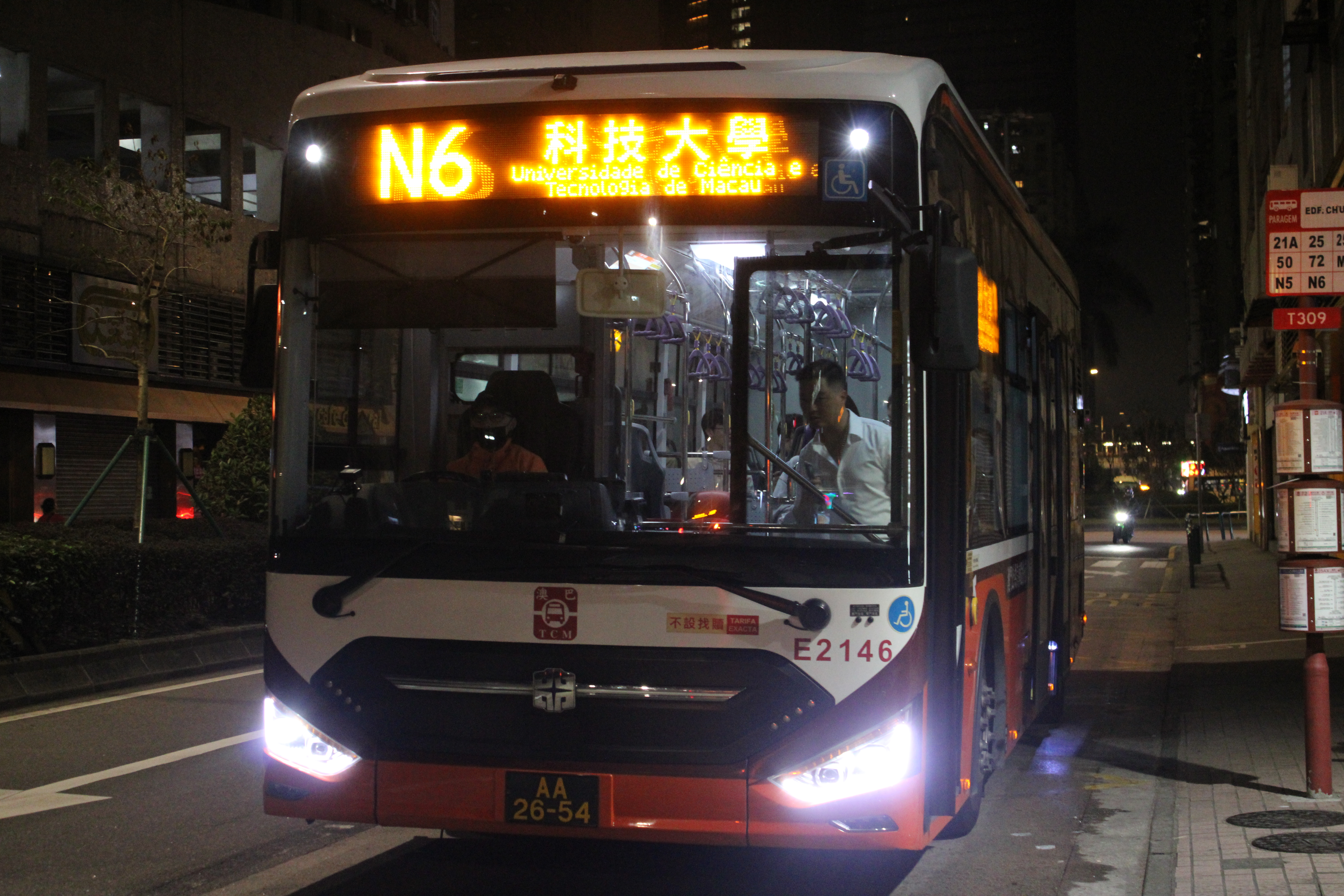
中通LCK6980SHEVG

## 外部連結
- 澳門公共汽車有限公司（官方網站） （页面存档备份，存于）